# ATP Challenger Prag-4
Der ATP Challenger Prag (offiziell: Czech Indoor Open) war ein Tennisturnier, das zwischen 2001 und 2005 in Prag, Tschechien, stattfand. Es gehörte zur ATP Challenger Tour und wurde im Freien auf Sand gespielt. Lukáš Dlouhý und Igor Zelenay gewannen je zweimal im Doppel und sind Rekordsieger des Turniers.

## Liste der Sieger

### Einzel
| Jahr | Sieger         | Finalgegner       | Ergebnis         |
| ---- | -------------- | ----------------- | ---------------- |
| 2005 | Raemon Sluiter | Nicolas Thomann   | 6:3, 7:5         |
| 2004 | Tuomas Ketola  | Lukáš Dlouhý      | 1:6, 6:4, 6:3    |
| 2003 | Marc Rosset    | Dick Norman       | 7:64, 6:71, 7:63 |
| 2002 | Mario Ančić    | Jérôme Golmard    | 6:1, 6:1         |
| 2001 | Ota Fukárek    | Cristiano Caratti | 6:3, 6:3         |

### Doppel
| Jahr | Sieger                            | Finalgegner                          | Ergebnis       |
| ---- | --------------------------------- | ------------------------------------ | -------------- |
| 2005 | Filip Polášek Serhij Stachowskyj  | James Auckland Jasper Smit           | 6:3, 3:6, 7:65 |
| 2004 | Lukáš Dlouhý (2) Igor Zelenay (2) | Jan Minář Jaroslav Pospíšil          | 6:3, 3:6, 7:65 |
| 2003 | Martin Štěpánek Igor Zelenay (1)  | Karsten Braasch Jean-Claude Scherrer | 6:4, 4:6, 6:4  |
| 2002 | Karol Beck Jaroslav Levinský      | Aleksandar Kitinov Lovro Zovko       | 7:5, 6:2       |
| 2001 | Lukáš Dlouhý (1) David Miketa     | Karol Beck Igor Zelenay              | 6:1, 4:6, 6:3  |